# Michael Pfaff
Michael Pfaff (* 17. května 1980), známý taky pod přezdívkou Tortilla Man, je americký hudebník, nejznámější jako perkusionista americké kapely Slipknot, kde nahradil bývalého člena kapely Chrise Fehna. Byl také členem alternativně rockové kapely Dirty Little Rabbits jako jejich klávesista, ve které působil i Shawn Crahan. Svoji přezdívku Tortilla Man má kvůli své masce, která vypadá jako tortilla.

## Kariéra

### Dirty Little Rabitts (2007–2012)
Pfaff byl dlouholetým přítelem DJ Sida Wilsona ze Slipknotu. Sid ho seznámil se Shawnem Crahanem, se kterým Pfaff založil kapelu Dirty Little Rabitts, kde vystupoval jako klávesista. Kapela nahrála dvě EP, Breeding (2007) a Simon (2009). Kapela se rozpadla v roce 2012.

### Slipknot (2019 – dosud)
V roce 2019 byl z kapely Slipknot propuštěn perkusista Chris Fehn kvůli finančním neshodám a Pfaff dostal od Shawna nabídku, jestli se nechce do kapely připojit místo Fehna. 
Stejně jako u bubeníka Jaye Weinberga nebo baskytaristy Alexe Venturelly kapela držela jeho identitu v tajnosti, v té době s kapelou pouze vystupoval na turné. Dostal fanouškovskou přezdívku Tortilla Man kvůli své masce připomínající tortillu. Fanoušci na Redditu, spekulující o jeho identitě, došli na základě jeho výšky či pohybů na pódiu k závěru, že by mohlo jít o Michaela Pfaffa. Michael Pfaff byl v únoru 2020 zachycen na facebooku Slovinských Postojnských jeskyní, kde byl vyfocen se členy kapely Jayem Weinbergem a Shawnem Crahanem, když se kapela chtěla odreagovat od turné. Dne 16. března 2022 Slipknot potvrdil, že Tortilla Man je Michael Pfaff.